# Fudbalski klub Sloga Doboj
Il Fudbalski klub Sloga Doboj, noto anche come Sloga Meridian per motivi di sponsorizzazione, è una squadra di calcio bosniaca con sede a Doboj, nella Repubblica Serba di Bosnia ed Erzegovina.

## Storia
La squadra è stata fondata il 19 luglio 1945. Durante la Repubblica Socialista Federale di Jugoslavia ha sempre militato nei locali campionati minori, tranne alcune stagioni nella serie cadetta jugoslava. Il primo fu nella Druga Liga 1952, torneo suddiviso in più gironi regionali, fermandosi al secondo posto per differenza reti nel gironcino B del Secondo Gruppo. L'anno seguente è invece terzo nel gironcino di Tuzla.
Tornò in cadetteria nel campionato 1983-1984, concluso al quindicesimo posto finale e conseguentemente retrocedendo nella serie inferiore. Nella Druga Liga 1986-1987 ottenne invece il diciottesimo ed ultimo posto, retrocedendo nuovamente. Risulta al centoquindicesimo posto nella classifica perpetua della Druga savezna liga.
Dopo l'indipendenza della Bosnia ed Erzegovina nel 1992, passa sotto l'egida della Federazione calcistica della Repubblica Serba di Bosnia ed Erzegovina e dal 2002 della Federazione calcistica della Bosnia ed Erzegovina. Nel 2023 lo Sloga Doboj viene promosso per la prima volta nella massima serie, ottenendo nel campionato 2022-2023 il nono posto finale, a cui seguì il settimo l' anno seguente. Nella sua storia ha raggiunto in tre occasioni la finale della Kup Republike Srpske.
Nella stagione 2023-2024 raggiunge per la seconda volta nella sua storia, a distanza di più di dieci anni dalla prima, la semifinale di Coppa di Bosnia.

## Palmarès

### Altri piazzamenti
- Prva liga Republike Srpske:

Secondo posto: 2007-2008, 2011-2012, 2021-2022
- Coppa di Bosnia:

Semifinalista: 2012-2013, 2023-2024
- Kup Republike Srpske:

Finalista: 1993-1994, 2004-2005, 2023-2024

## Organico

### Rosa 2024-2025
Aggiornata al 21 aprile 2025.
| N. |                                 | Ruolo | Calciatore         |
| -- | ------------------------------- | ----- | ------------------ |
| 1  | Serbia (bandiera)               | P     | Filip Erić         |
| 5  | Bosnia ed Erzegovina (bandiera) | C     | Albin Omić         |
| 7  | Croazia (bandiera)              | A     | Nikola Mandić      |
| 8  | Bosnia ed Erzegovina (bandiera) | C     | Dino Hasanović     |
| 9  | Ghana (bandiera)                | A     | Richmond Boakye    |
| 10 | Bosnia ed Erzegovina (bandiera) | C     | Fedor Predragović  |
| 11 | Bosnia ed Erzegovina (bandiera) | D     | Haris Ovčina       |
| 14 | Serbia (bandiera)               | A     | Zoran Karać        |
| 15 | Bosnia ed Erzegovina (bandiera) | D     | Dušan Ristić       |
| 18 | Camerun (bandiera)              | C     | Donald Molls       |
| 19 | Bosnia ed Erzegovina (bandiera) | A     | Armando Bobaj      |
| 20 | Bosnia ed Erzegovina (bandiera) | A     | Mladen Veselinović |
| 21 | Germania (bandiera)             | D     | Vasilije Perković  |
| 24 | Bosnia ed Erzegovina (bandiera) | D     | Bojan Batar        |

| N. |                                 | Ruolo | Calciatore                 |
| -- | ------------------------------- | ----- | -------------------------- |
| 25 | Serbia (bandiera)               | P     | Bojan Pavlović             |
| 27 | Serbia (bandiera)               | D     | Nemanja Tomašević          |
| 28 | Serbia (bandiera)               | D     | Milan Milanović (capitano) |
| 29 | Russia (bandiera)               | P     | Ilya Guchmazov             |
| 30 | Bosnia ed Erzegovina (bandiera) | A     | Hamza Ljukovac             |
| 32 | Bosnia ed Erzegovina (bandiera) | A     | Benjamin Tatar             |
| 33 | Bosnia ed Erzegovina (bandiera) | D     | Josip Kvesić               |
| 55 | Bosnia ed Erzegovina (bandiera) | D     | Davor Perić                |
| 77 | Bosnia ed Erzegovina (bandiera) | A     | Alen Dejanović             |
| 88 | Bosnia ed Erzegovina (bandiera) | C     | Nedim Mekić                |
| 92 | Croazia (bandiera)              | A     | Toni Jović                 |
| 93 | Serbia (bandiera)               | D     | Boris Varga                |
| 96 | Serbia (bandiera)               | D     | Miloš Vranjanin            |
| 99 | Serbia (bandiera)               | A     | Dejan Vidić                |

## Allenatori
- Nedeljko Gojković
- Miroslav Brozović
- Franjo Glaser
- Stevan Pozder
- Dimitrije Tadić
- Ivo Radovniković
- Munib Saračević
- Vlatko Konjevod
- Vojislav Despotović
- Ferid Salihović
- Ivan Mioč
- Radoslav Zubanović
- Fuad Bećarević
- Sulejman Spahić
- Mujo Mujkić
- Asim Saračević
- Ismet Hadžiđulbić
- Emir Mulalić

- Josip Pranjić
- Mehmed Mujkanović
- Radivoje Vasiljević
- Jefto Popadić
- Branislav Petričević
- Dejan Pešić
- Ljubiša Tripunović
- Zoran Ćurguz
- Zlatko Spasojević
- Zoran Ćurguz (2011–2013)
- Vedran Sofić (2013–2015)
- Mitar Lukić (2015–2017)
- Vedran Sofić (2017–2018)
- Danimir Milkanović (2018)
- Milan Draganović (2018–2021)
- Zoran Ćurguz (2021–2023)
- Vlado Jagodić (2023–2024)
- Nedim Jusufbegović (2024–ora)